# Kłodzko
Kłodzko ([ˈkwɔtskɔ] , en checo: Kladsko; en alemán: Glatz; en latín: Glacio) es una ciudad en el suroeste de Polonia, en la región de la Baja Silesia. Está situada en el centro del Valle de Kłodzko, en el río Nysa Kłodzka. 
Kłodzko es la capital del Distrito de Kłodzko (y de la Gmina Kłodzko rural, aunque la ciudad es en sí un gmina urbano independiente) y está situada en el Voivodato de Baja Silesia (entre 1975 y 1998 perteneció al antiguo Voivodato de Wałbrzych). Con 28.250 habitantes (2006), Kłodzko es el principal centro comercial, así como un importante nudo de transporte y turismo de la zona. 
Por sus monumentos históricos, a veces se la conoce como "la Pequeña Praga" (en polaco: Mała Praga, en alemán: Klein-Prag). Sus orígenes se remontan a un asentamiento del s. X, por lo que es una de las ciudades más antiguas de Polonia, habiendo alcanzado el rango de ciudad en 1233. Aunque cultural y tradicionalmente pertenece a Bohemia, administrativamente ha sido una parte de Silesia desde 1763.

## Historia

### Antigüedad
El área de la actual Kłodzko ha estado habitada al menos desde el siglo I a. C. Hay varios sitios arqueológicos tanto dentro como alrededor de la ciudad que indican que debió ser un asentamiento situado en la antigua ruta del Ámbar, la cual mantuvo amplias relaciones comerciales con el Imperio Romano.

### Reino de Bohemia
La primera mención de la ciudad en sí se produce en el siglo XII, en la Crónica bohemia (Chronica Bohemorum) de Cosmas de Praga. En ella se menciona a la ciudad de Cladzco como perteneciente al duque Slavník, padre de Adalberto de Praga, en 981. Aunque inicialmente en Bohemia, la ciudad también fue reclamado por el Reino de Polonia, lo que llevó a una serie de conflictos que devastaron la ciudad completamente a principios del siglo XII. En 1114, el duque Soběslav I de Bohemia quemó la ciudad hasta los cimientos, pero la reconstruyó poco después. Soběslav también reconstruyó y reforzó el castillo, situado en lo alto de un acantilado con vistas a la ciudad. Después del tratado de paz de 1137, el duque Boleslao III de Polonia cedió todos sus derechos sobre las tierras de Kłodzko al Ducado de Bohemia (que acabaría convirtiéndose en Reino).

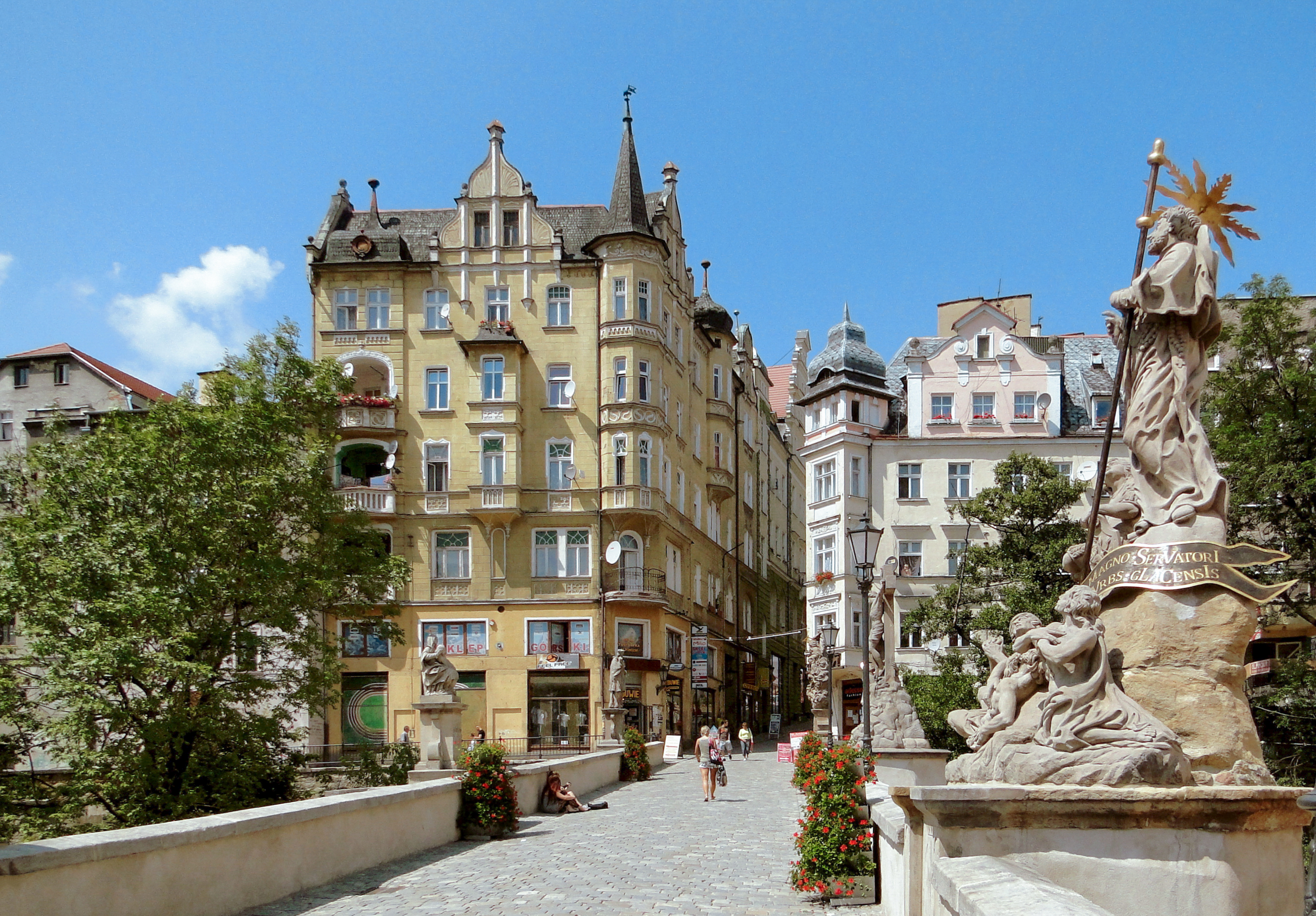
Edificios históricos sobre el puente gótico-medieval de San Juan

En 1241, Klodzko fue el objetivo de un ataque mongol durante la Invasión mongola de Europa. Afortunadamente, el Rey Wenceslao I de Bohemia consiguió reunir a sus tropas y expulsó a los mongoles, salvando buena parte de Bohemia de la conquista mongola. Durante el periodo de la colonización alemana de Europa Central y Oriental (Ostsiedlung), a la ciudad se le concedió el fuero de las ciudades alemanas conforme al Derecho de Magdeburgo en algún momento entre 1253 y 1278, aunque la fecha exacta es desconocida. En 1278, fue tomada por el duque de Silesia, Henry Probus (que reclamaba para sí todo el Reino de Bohemia tras la muerte del rey Otakar II de Bohemia, aunque no lo consiguió). En 1290 fue vendida a los Duques de Świdnica y, a continuación, en 1301, fue vendido a los Duques de Ziębice. Sin embargo, en 1334, el Duque Boleslao II volvió a vender la ciudad al Reino de Bohemia. El mismo año, el rey de Bohemia, Juan I, se trasladó a la ciudad, lo que llevó a un período de rápido crecimiento. Se construyó un ayuntamiento en 1341 y al año siguiente se puso en marcha una fábrica de ladrillos. Desde 1366, la ciudad estuvo protegida por un cuerpo de bomberos profesionales. La ciudad obtuvo importantes ingresos gracias a su ubicación en la antigua carretera de Bohemia a Polonia a través de los puertos de montaña de los Sudetes.

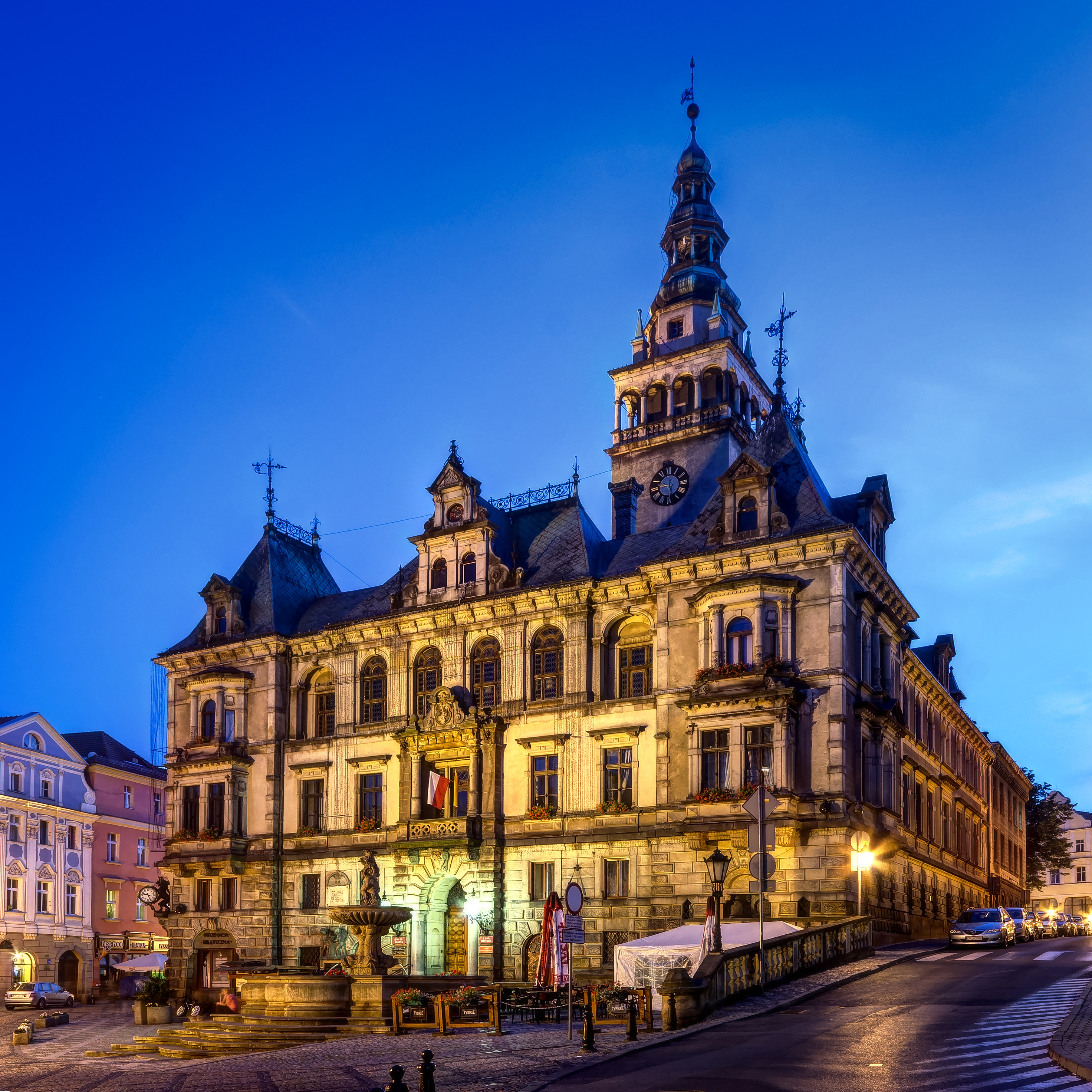
Vista de noche del ayuntamiento (construido en el año 1890, aunque se ha conservado la torre Gótico-Renacentista)

Se invitó a establecerse en la ciudad a monjes agustinos alemanes y, en 1376, la mayoría de las calles estaban pavimentadas con adoquines de piedra. La abadía agustina se convirtió en uno de los centros más importantes de la cultura en la región – por ejemplo, en 1399 uno de los primeros textos en lengua polaca, el Salterio de San Florián (Psałterz Floriański), fue escrito aquí. En 1390 el señor local construyó un puente de piedra de estilo gótico sobre el río Młynówka Río (brazo del río Nysa Kłodzka a su paso por la ciudad).
Kladsko se desarrolló rápidamente hasta el inicio de las Guerras Husitas en el siglo XV. Las guerras de la izquierda de la ciudad despoblada por plagas, parcialmente quemados y destruidos por varios consecutivos inundaciones. En 1459 todo Kłodzko de la Tierra, fue elevada por el rey de Bohemia Jorge de Poděbrady para el estado de condado, por tanto, la ciudad se convirtió en un asiento de la cuenta (para la mayoría de la regla de tiempo de la misma Bohemia) y local de la Dieta, pero todavía seguía siendo parte integral de la Bohemia como "región externa" (en checo: vnější kraj), y no fue contado como parte de Silesia.

### Monarquía de los Habsburgo
En 1526 los Habsburgo fueron entronizados como reyes de Bohemia. Así, el Condado de Kladsko (hrabství Kladské) se convirtió en una parte de la Monarquía de los Habsburgo; los condes locales conservaron sus poderes y los reyes de Bohemia (es decir, los emperadores Habsburgo) gobernaban como suzeranos. No fue hasta el siglo XVI cuando la economía comenzó a recuperarse de las guerras anteriores. En 1540  se construyó el sistema de alcantarillado. En 1549 se pavimentaron las calles que aún no lo habían sido y se reformó el ayuntamiento de la ciudad. La mayoría de las casas que rodean la plaza de la ciudad se reconstruyeron en estilo renacentista puro.

En 1617 se realizó el primer censo del Condado de Glatz. La ciudad en sí contaba aproximadamente con 1.300 casas y más de 7.000 habitantes. Sin embargo, un año después de que se realizara el censo comenzó la guerra de los Treinta Años. Entre 1618 y 1648 la fortaleza fue sitiada varias veces y, aunque no llegó a ser capturada, la ciudad fue en gran parte destruida. Más de 900 de los 1.300 edificios fueron destruidos por el fuego y la artillería y la población se redujo en más de la mitad. Después de la guerra las autoridades austriacas pusieron fin a todo autogobierno local, de modo que la pervivencia del Condado de Glatz fue solo nominal. La ciudad poco a poco fue convertida en una pequeña ciudad de la guarnición junto a una fortaleza cada vez mayor.

### Reino de Prusia
El Reino de Prusia se anexionó Glatz durante las Guerras de Silesia del siglo XVIII, aunque la influencia de Austria siguió estando muy presente en la arquitectura y en la cultura de la región. Se continuó con la ampliación de la fortaleza, cuyos costes tuvieron que ser soportados por la ciudad. En 1760 la ciudad fue capturada por las fuerzas austriacas en el sitio de Glatz, pero posteriormente fue devuelta a Prusia.
A diferencia de la mayoría de los Silesia prusiana, Glatz resistió el bombardeo francés durante la Guerra de la Cuarta Coalición.

### Alemania
Glatz se convirtió en parte del imperio alemán en 1871 a raíz de la unificación de Alemania liderada por Prusia. Las restricciones en el crecimiento de la ciudad no se retiraron hasta 1877, tras lo cual la ciudad comenzó un nuevo período de rápida modernización y expansión. Algunos de los fuertes fueron demolidos, se construyeron varios puentes nuevos y comenzaron a llegar nuevas inversiones a Glatz. La ciudad se conectó con el resto de Alemania mediante el ferrocarril. En 1864 se construyó la fábrica de gas y en 1880 se abrió una planta eléctrica. Los edificios a lo largo de las calles principales se reconstruyeron en estilo Neo-Gótico y Neo-Renacentista, mientras que los muros de la ciudad junto con todas sus puertas fueron demolidos.
El final del siglo XIX vio al Valle del Kłodzko convertido en una de las regiones turísticas más populares. Muchos hoteles, sanatorios y balnearios fueron abiertos al público en los pueblos cercanos de Bad Reinerz (Duszniki Zdrój), Habelschwerdt (Bystrzyca Kłodzka), Mala Altheide (Polanica Zdrój), y Mala Landeck (Lądek-Zdrój). La zona del antiguo condado se convirtió en un lugar popular entre la burguesía rica de Breslavia (Wroclaw), Berlín, Viena y Cracovia. En 1910, la ciudad tenía 17.121 habitantes: 13.629 católicos, 3.324 protestantes (en su mayoría miembros de la Unión de Iglesias Evangélicas de Prusia) y 150 judíos. La mayoría de los judíos emigraron y en 1939 solo quedaban 25 de ellos. En 1938 Glatz fue gravemente dañada por la "inundación del siglo", pero los daños fueron reparados con rapidez.

#### Reivindicaciones checas
La región del Valle del Kłodzko en la cuenca del río Nysa Kłodzka fue objeto de varios intentos de reincorporación a Checoslovaquia después de la Primera Guerra Mundial. Desde el punto de vista checo Kłodzko y las tierras de Kłodzko habías sido cultural y tradicionalmente una parte de Bohemia, aunque la región fuera una parte de la Baja Silesia desde su conquista por el Reino de Prusia en 1763. Estos esfuerzos para incorporar Kłodzko a Checoslovaquia se mantendrían en el período posterior a la II Guerra Mundial.

Proposals by the Czechoslovak Delegation on incorporating Kłodzko Land into Czechoslovakia during the Paris Peace Conference, 1919
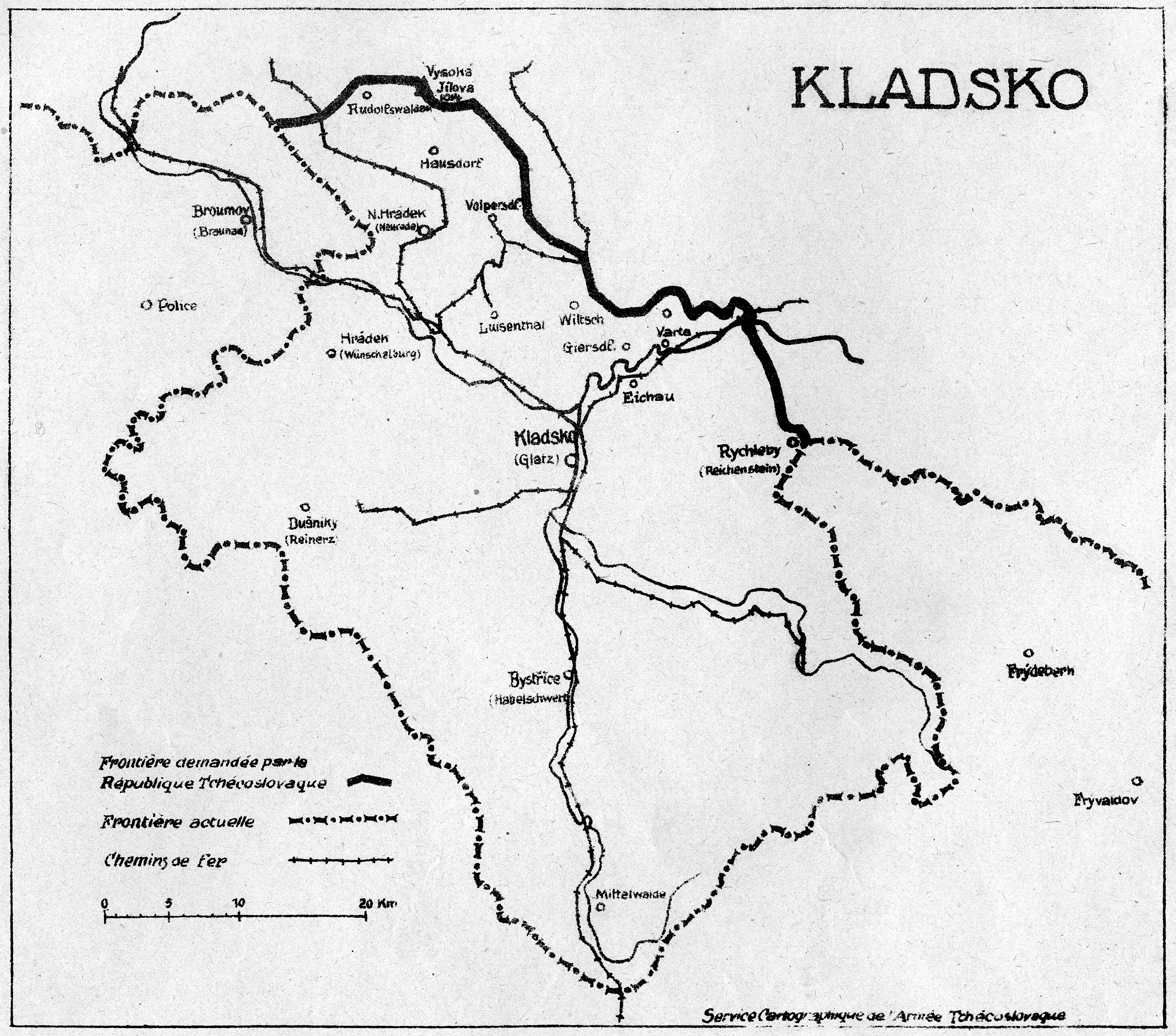
El maximalista variante
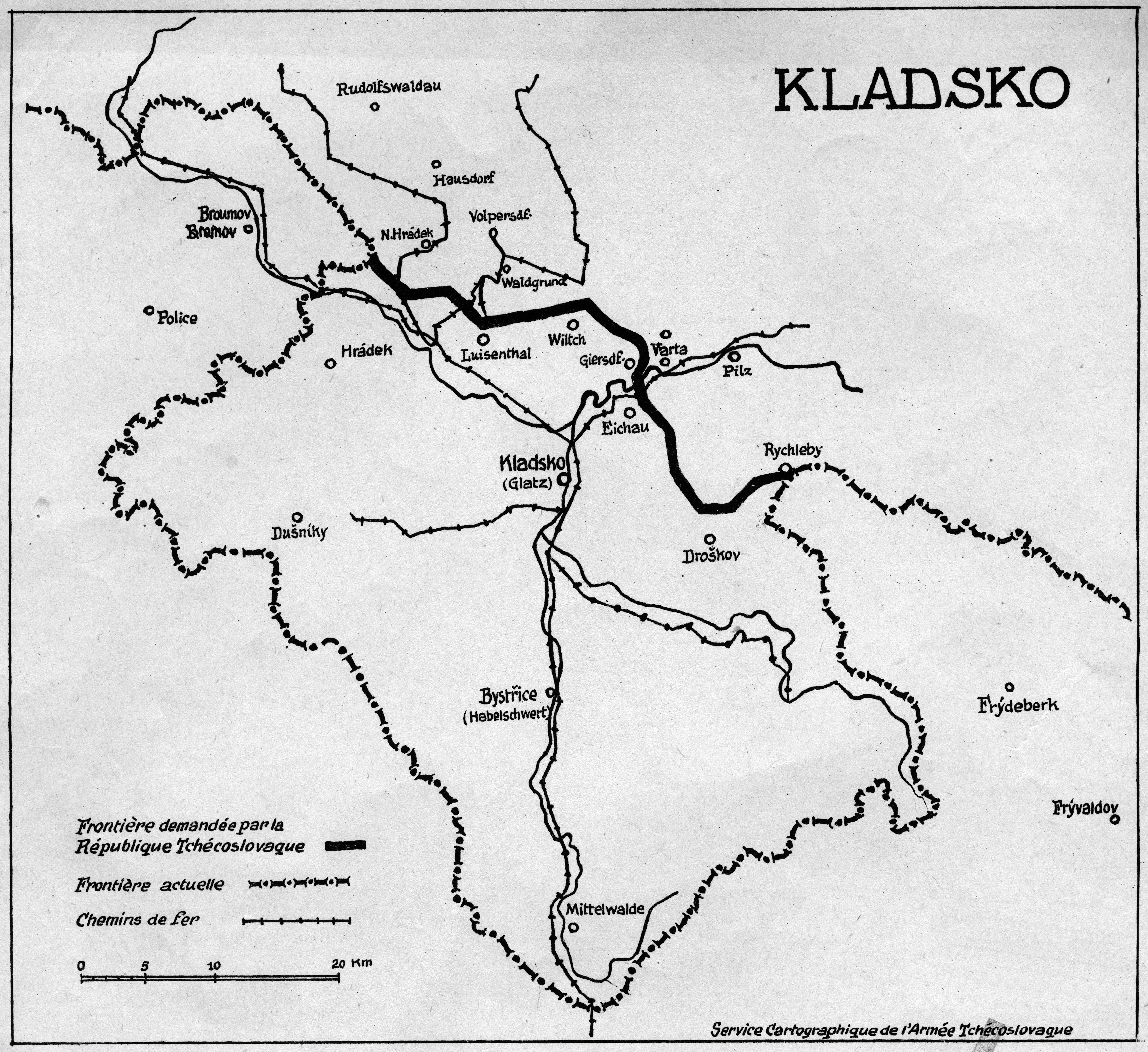
La variante intermedia
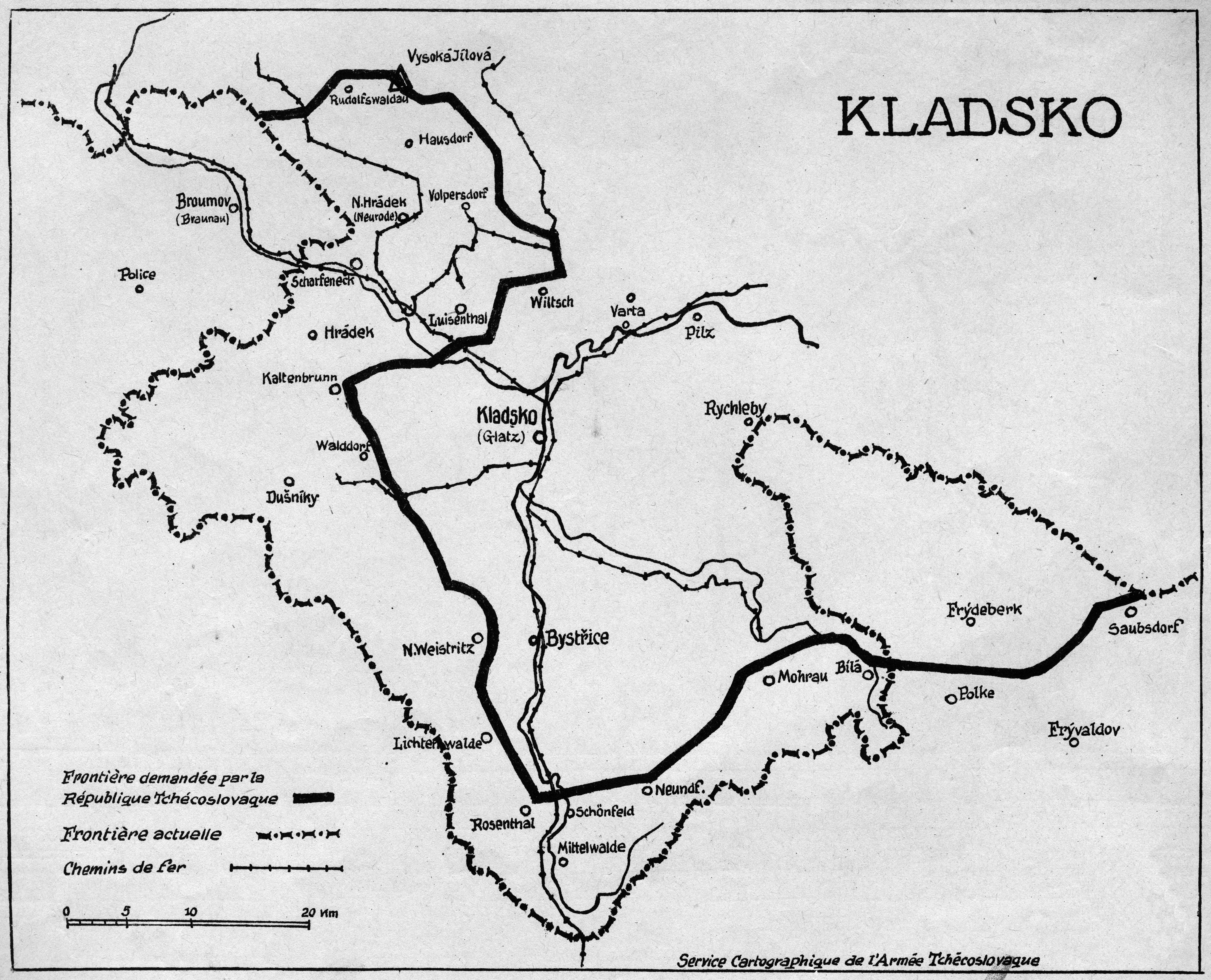
La variante minimalista

#### La II Guerra mundial

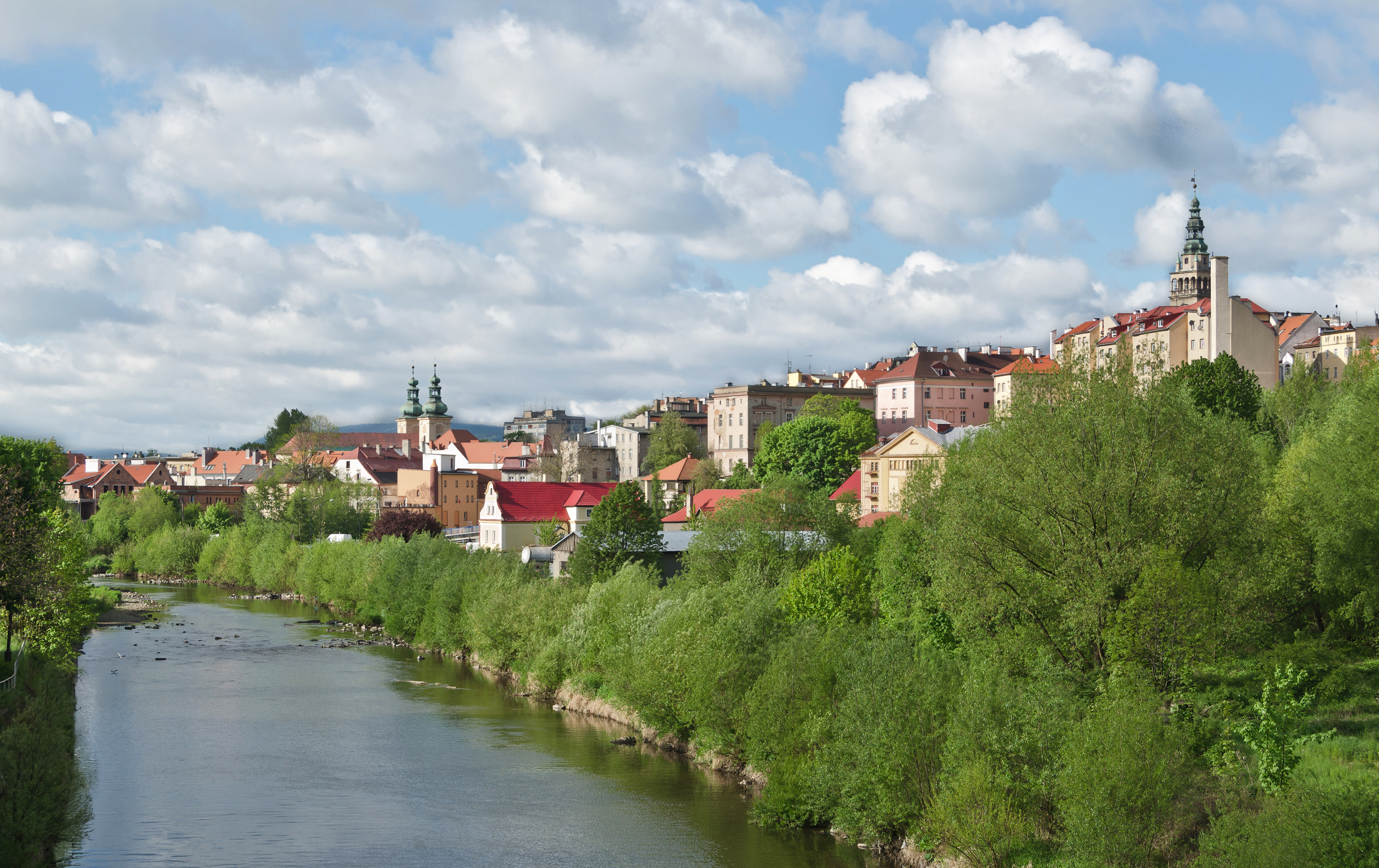
Kłodzko

Durante la II Guerra Mundial, la fortaleza se convirtió en una prisión. Al principio estuvo administrada por la Abwehr, pero muy pronto fue ocupada por la Gestapo. También fue utilizada como campo para oficiales prisioneros de guerra de diversas nacionalidades. A inicios de 1944, las casamatas albergaron la fábrica de armas AEG evacuada de Lodz. Los trabajadores en régimen de esclavitud fueron recluidos en la fortaleza, que se convirtió en un subcampo del campo de concentración de Gross-Rosen.
La ciudad en sí no fue dañada por la guerra y fue tomada por el Ejército Rojo Soviético sin grandes enfrentamientos el 9 de mayo de 1945. Sin embargo, todos los puentes, excepto el puente gótico de piedra de 1390, fueron destruidos.

### Polonia
Tras la capitulación de la Alemania Nazi en 1945, la ciudad fue puesta bajo control de la Administración polaca de conformidad con los acuerdos adoptados en la Conferencia de Potsdam. Desde entonces, la ciudad se mantiene como parte de Polonia. Los habitantes alemanes de la ciudad fueron expulsados y reemplazados con polacos, muchos de los cuales habían sido expulsados de los territorios polacos anexionados por la Unión Soviética. Otros colonos polacos procedían de las zonas de Polonia central devastadas por la guerra. En mayo de 1945, Checoslovaquia trató de anexionarse la zona en nombre de la minoría checa (concentrada fundamentalmente en la parte occidental de estas tierras, en la conocida como "esquina checa") y alegando sus reivindicaciones históricas. Sin embargo, la presión de la Unión Soviética hizo que cesara en sus operaciones militares y la minoría checa fue expulsada de Alemania y Checoslovaquia. [cita requerida]
En las décadas de 1950 y 1960 buena parte del centro de la ciudad resultó dañado por deslizamientos de tierra. Se descubrió que, durante generaciones, los comerciantes de Kłodzko habían desarrollado una extensa red subterránea de sótanos y túneles. Estos eran utilizados para el almacenamiento y, en épocas turbulentas, como refugios seguros frente al fuego de artillería. Con el tiempo, los túneles cayeron en el olvido, especialmente después de que la población alemana originaria fuera deportada, y durante los años posteriores a la II Guerra Mundial muchos de ellos empezaron a derrumbarse, junto con las casas de arriba. Desde la década de 1970 los túneles fueron objeto de obras de conservación, deteniéndose así la destrucción de la ciudad. En 1997 sobrevino un nuevo desastre, cuando la ciudad resultó dañada por unas inundaciones aún mayores que las de 1938. A pesar de ello, la ciudad se recuperó rápidamente.
El 28 de junio de 1972, las parroquias católicas de Kłodzko fueron transferidos de la arquidiócesis de Praga a la que habían pertenecido tradicionalmente a la archidiócesis de Wrocław.
En la actualidad, Kłodzko es uno de los principales centros culturales, comerciales y de turismo de Baja Silesia. Es muy popular entre los turistas alemanes interesados en la historia de la ciudad y entre los turistas más jóvenes por las instalaciones de deportes de invierno de la región.

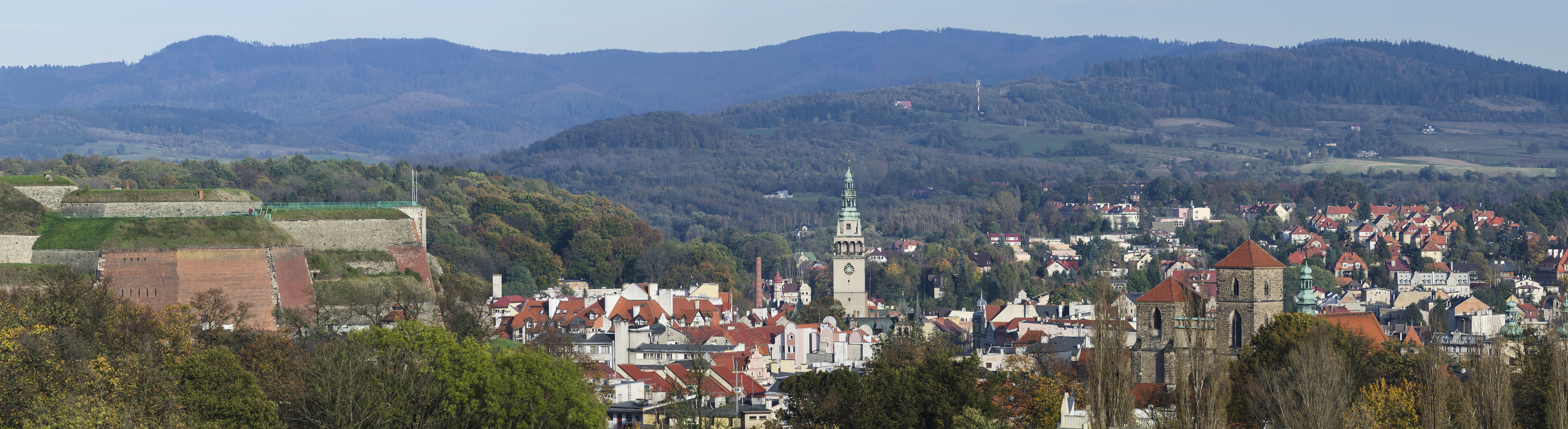
Kłodzko

## Clima
| Parámetros climáticos promedio de Kłodzko | Parámetros climáticos promedio de Kłodzko | Parámetros climáticos promedio de Kłodzko | Parámetros climáticos promedio de Kłodzko | Parámetros climáticos promedio de Kłodzko | Parámetros climáticos promedio de Kłodzko | Parámetros climáticos promedio de Kłodzko | Parámetros climáticos promedio de Kłodzko | Parámetros climáticos promedio de Kłodzko | Parámetros climáticos promedio de Kłodzko | Parámetros climáticos promedio de Kłodzko | Parámetros climáticos promedio de Kłodzko | Parámetros climáticos promedio de Kłodzko | Parámetros climáticos promedio de Kłodzko |
| Mes                                       | Ene.                                      | Feb.                                      | Mar.                                      | Abr.                                      | May.                                      | Jun.                                      | Jul.                                      | Ago.                                      | Sep.                                      | Oct.                                      | Nov.                                      | Dic.                                      | Anual                                     |
| ----------------------------------------- | ----------------------------------------- | ----------------------------------------- | ----------------------------------------- | ----------------------------------------- | ----------------------------------------- | ----------------------------------------- | ----------------------------------------- | ----------------------------------------- | ----------------------------------------- | ----------------------------------------- | ----------------------------------------- | ----------------------------------------- | ----------------------------------------- |
| Temp. máx. media (°C)                     | 0                                         | 2                                         | 6                                         | 12                                        | 18                                        | 20                                        | 22                                        | 23                                        | 18                                        | 12                                        | 5                                         | 1                                         | 11.6                                      |
| Temp. mín. media (°C)                     | -4                                        | -4                                        | -1                                        | 2                                         | 7                                         | 10                                        | 11                                        | 11                                        | 8                                         | 5                                         | 0                                         | -3                                        | 3.5                                       |
| Fuente: weather.sg.msn.com                |                                           |                                           |                                           |                                           |                                           |                                           |                                           |                                           |                                           |                                           |                                           |                                           |                                           |

## Lugares de interés turístico
- La fortaleza – una ciudadela única en lo alto de un acantilado con vistas a la ciudad, construida originariamente en este lugar en el s. IX. Durante el reinado de Federico II el Grande, fue una de las mayores grandes fortalezas de Prusia.
- El puente gótico – a menudo llamado "el Puente de Carlos en miniatura" debido a su parecido con uno de los más conocidos monumentos históricos de Praga. El puente sobrevivió a la inundación de 1997.

Cuenta la leyenda que el puente se construyó con cáscaras de huevo.
- Los túneles de la ciudad – algunas partes de los túneles construidos bajo la ciudad desde el siglo XIII están abiertos al público
- La Iglesia de la Asunción, uno de los mejores ejemplos de la arquitectura gótica en la actual Polonia, construido por los Hospitalarios en el siglo XIV.
- Columna Mariana– ubicada en lo que antaño se conocía como Anillo o plaza de la ciudad. Representa a la Virgen María y fue construido después de una plaga en 1625. Se trata de un elemento común a muchas otras ciudades y pueblos que pertenecieron a la Monarquía de los Habsburgo.

## Personas destacadas
- Michael Friedrich von Althann (1680-1734), obispo y político.
- Gustav Adolf von Götzen (1866-1910), explorador.
- Friedrich Wilhelm Hemprich (1796-1825), científico.
- Emma Ihrer (1857-1911), política.
- Annelies Kupper (1906-1987), cantante de ópera.
- Friedrich Wilhelm von Lindeiner-Wildau (1880-1963), oficial de la Luftwaffe.
- David Origanus (1558-1628), matemático.
- Johann Christoph Pezel (1639-1694), compositor.
- Oswald Rathmann (1891–?), ciclista.
- Otto Reche (1879-1966), científico.
- Friedrich Wilhelm Riemer (1774-1845), secretario de Johann Wolfgang von Goethe.
- Friedrich Wilhelm Sander (1885-1938), ingeniero.
- Albrecht Schubert (1886-1966), general de la Wehrmacht.
- Renée Sintenis (1888-1965), artista.
- Eduard Tauwitz (1812-1894), compositor.
- Sophie Charlotte Elisabeth Ursino (1760-1836), asesina en serie.

## Entorno
- Montes mesa y parque nacional de los Montes mesa
- Balnearios de Polanica-Zdrój, Duszniki-Zdrój, Kudowa-Zdrój y Lądek-Zdrój
- Ciudad Medieval de Niemcza
- Abadía cisterciense de Henryków
- Arboretum de Wojsławice
- Castillo de Gola Dzierżoniowska

## Relaciones internacionales

### Ciudades gemelas — ciudades hermanas
Kłodzko está hermanada con:
- Bensheim (Alemania)
- Carvin (Francia)
- Fléron (Bélgica)
- Náchod (República Checa)
- Rychnov nad Kněžnou (República checa)